# Canton du Lion-d'Angers
Pour les articles homonymes, voir Lion (homonymie).
Le canton du Lion-d'Angers est une ancienne division administrative française située dans le département de Maine-et-Loire et la région Pays de la Loire.
Il disparait aux élections cantonales de mars 2015, réorganisées par le redécoupage cantonal de 2014. Il est alors inclus en grande partie dans le canton de Tiercé.

## Composition
Le canton du Lion-d'Angers groupe onze communes. Il compte 13 382 habitants (population municipale) au 1er janvier 2012.
| Nom                          | Code Insee | Intercommunalité                 | Population (dernière pop. légale) |
| ---------------------------- | ---------- | -------------------------------- | --------------------------------- |
| Le Lion-d'Angers (chef-lieu) | 49176      | CC des Vallées du Haut-Anjou     | 4 665 (2014)                      |
| Andigné                      | 49005      | CC de la Région du Lion d'Angers | 388 (2013)                        |
| Brain-sur-Longuenée          | 49043      | CC de la Région du Lion d'Angers | 963 (2013)                        |
| Chambellay                   | 49064      | CC des Vallées du Haut-Anjou     | 368 (2014)                        |
| Gené (Maine-et-Loire)        | 49148      | CC de la Région du Lion d'Angers | 455 (2013)                        |
| Grez-Neuville                | 49155      | CC des Vallées du Haut-Anjou     | 1 461 (2014)                      |
| La Jaille-Yvon               | 49161      | CC des Vallées du Haut-Anjou     | 314 (2014)                        |
| Montreuil-sur-Maine          | 49217      | CC des Vallées du Haut-Anjou     | 713 (2014)                        |
| La Pouëze                    | 49249      | CC de la Région du Lion d'Angers | 1 913 (2013)                      |
| Pruillé                      | 49251      | CA d'Angers Loire Métropole      | 719 (2013)                        |
| Vern-d'Anjou                 | 49367      | CC de la Région du Lion d'Angers | 2 317 (2013)                      |

## Géographie
Situé dans le Segréen, ce canton est organisé autour du Lion-d'Angers dans l'arrondissement de Segré. Sa superficie est de plus de 213 km2 (21 380 hectares), et son altitude varie de 12 mètres (Pruillé) à 102 mètres (Brain-sur-Longuenée), pour une altitude moyenne de 55 mètres.
| Nom de la commune   | Surface (ha) | Alt. mini (m) | Alt. maxi (m) |
| ------------------- | ------------ | ------------- | ------------- |
| Andigné             | 663          | 18            | 61            |
| Brain-sur-Longuenée | 2 243        | 41            | 102           |
| Chambellay          | 1 286        | 17            | 76            |
| Gené                | 925          | 36            | 54            |
| Grez-Neuville       | 2 690        | 16            | 97            |
| La Jaille-Yvon      | 1 255        | 20            | 87            |
| Le Lion-d'Angers    | 4 111        | 17            | 78            |
| Montreuil-sur-Maine | 1 113        | 17            | 61            |
| La Pouëze           | 2 215        | 51            | 97            |
| Pruillé             | 1 268        | 12            | 83            |
| Vern-d'Anjou        | 3 611        | 33            | 87            |

## Histoire
Le canton du Lion-d'Angers (chef-lieu) est créé en 1790. Dénommé d'abord « Lion d'Angers » puis « Le Lion-d'Angers », il est intégré au district de Segré, puis en 1800 à l'arrondissement de Segré.
Dans le cadre de la réforme territoriale, un nouveau découpage territorial pour le département de Maine-et-Loire est défini par le décret du 26 février 2014. Le canton du Lion-d'Angers disparait aux élections cantonales de mars 2015.

## Administration
Le canton du Lion-d'Angers est la circonscription électorale servant à l'élection des conseillers généraux, membres du conseil général de Maine-et-Loire.

### Conseillers généraux de 1833 à 2015
| Période | Période          | Identité                                         | Étiquette                | Qualité |
| ------- | ---------------- | ------------------------------------------------ | ------------------------ | --- |
| 1833    | 1836             | Albert-Louis Soulard                             |                          | Propriétaire à Pruillé |
| 1836    | 1842             | François Berger-Lointier                         |                          | Avocat, maire de Briollay                                                                                                  |
| 1842    | 1866 (décès)     | Gustave Bucher de Chauvigné                      | Légitimiste              | Ancien magistrat Maire de Grez-Neuville Député (1849-1851, 1852-1866)                                                      |
| 1866    | 1873 (démission) | Adam Roussier (1799-1884)                        |                          | Ancien notaire au Lion-d'Angers                                                                                            |
| 1873    | 1910             | Comte Léonce de Terves                           | Conservateur légitimiste | Propriétaire à Grez-Neuville Député (1881-1893)                                                                            |
| 1910    | 1911 (démission) | Henri de Trédern                                 |                          | Propriétaire à Saint-Martin-du-Bois                                                                                        |
| 1911    | 1914 (décès)     | Vicomte Christian de Trédern (fils du précédent) |                          | Ancien officier Propriétaire à Saint-Martin-du-Bois (château de la Lézière) et à Paris                                     |
| 1919    | 1932 (décès)     | Olivier de Rougé                                 | Droite                   | Propriétaire agricole, maire de Chenillé-Changé (1897-1932) Sénateur (1920-1932)                                           |
| 1933    | 1934             | Eugène Rousseau                                  | RG                       | Propriétaire au Lion-d'Angers, conseiller d'arrondissement                                                                 |
| 1934    | 1940             | Jacques de La Grandière                          | Conservateur             | Exploitant agricole et assureur Maire de Grez-Neuville, conseiller d'arrondissement Nommé conseiller départemental en 1943 |
|         |                  |                                                  |                          | |
| 1945    | 1962 (décès)     | Joseph Halligon                                  | apparenté MRP            | Maire du Lion d'Angers |
| 1962    | 1982             | Maurice Foucher                                  | DVD                      | Eleveur de chevaux, Le Lion-d'Angers                                                                                       |
| 1982    | 2001             | André Thibault                                   | UDF-CDS                  | Ancien exploitant agricole Responsable de la MSA Maire du Lion d'Angers                                                    |
| 2001    | 2015             | Jean-François Bonsergent                         | DVD puis UMP             | Retraité Adjoint au maire du Lion-d'Angers                                                                                 |

### Résultats électoraux détaillés
- Élections cantonales de 2001 : J.François Bonsergent (UDF) est élu au 2e tour avec 49,76 % des suffrages exprimés, devant J.Noël Beguier (RPR) (28,68 %) et Bernard Deumie (Divers droite) (21,56 %). Le taux de participation est de 62,40 % (4 698 votants sur 7 529 inscrits)[13].
- Élections cantonales de 2008 : Jean-François Bonsergent (Divers droite) est élu au 2e tour avec 48,19 % des suffrages exprimés, devant Emmanuel Renou (Divers droite) (30,15 %) et Alain  Frappin (VEC) (21,66 %). Le taux de participation est de 54,09 % (4 692 votants sur 8 675 inscrits)[14].

### Conseillers d'arrondissement (de 1833 à 1940)
Le canton du Lion-d'Angers avait deux conseillers d'arrondissement.
| Période                                  | Période      | Identité                                                  | Étiquette    | Qualité |
| ---------------------------------------- | ------------ | --------------------------------------------------------- | ------------ | --- |
| 1833                                     | 1841 (décès) | Arsène Jean Marie Faultrier (1787-1841)                   |              | Commis greffier au Tribunal de Segré puis notaire au Lion-d'Angers                                                                                            |
| 1833                                     | 1839         | Joseph Poulain-Dumas (du Mas)                             |              | Propriétaire au Lion-d'Angers |
| 1842                                     | 1845         | Victor Godard-Faultrier (1810-1895, gendre d'A.Faultrier) |              | Notaire puis Avocat - Historien, archéologue, fondateur du musée des antiquités d'Angers, inspecteur des monuments historiques, propriétaire au Lion-d'Angers |
| 1839                                     | 1845         | M. Bucher de Chauvigné                                    |              | Avocat, propriétaire à Grez-Neuville |
| 1845                                     | 1848         | Adam René Roussier (1799-1884)                            |              | Notaire au Lion-d'Angers |
|                                          |              |                                                           |              | |
| 1919                                     | 1925         | Gabriel Maussion du Joncheray                             |              | Maire de Pruillé |
| 1919                                     | 1925         | Eugène Rousseau                                           |              | Propriétaire au Lion-d'Angers |
| 1925                                     |              | Amédée Meslay (1851-1940)                                 |              | Propriétaire rentier à La Barillerie, au Lion-d'Angers |
| 1925                                     | 1934         | Jacques de La Grandière (1883-1966)                       | Conservateur | Exploitant agricole et assureur, Président du comice agricole, maire de Grez-Neuville                                                                         |
| 1931                                     | 1934         | Georges Saulou                                            | PDP          | Cultivateur au Lion-d'Angers |
| 1934                                     | 1937         |                                                           |              | |
| 1937                                     | 1940         | Léon Cochard                                              | PDP          | Maire du Lion-d'Angers |
| 1937                                     | 1940         | Pierre Bellier                                            | PDP          | Conseiller municipal du Lion-d'Angers |
| 1940                                     |              |                                                           |              | Les conseils d'arrondissement ont été suspendus par la loi du 12 octobre 1940 et n'ont jamais été réactivés                                                   |
| Les données manquantes sont à compléter. |              |                                                           |              | |

## Démographie
| 1962  | 1968  | 1975  | 1982  | 1990  | 1999   | 2006   | 2011   | 2012   |
| ----- | ----- | ----- | ----- | ----- | ------ | ------ | ------ | ------ |
| 8 689 | 8 340 | 7 943 | 8 826 | 9 623 | 10 563 | 11 983 | 13 105 | 13 382 |